# Astragalus keminensis
Astragalus keminensis es una especie de planta del género Astragalus, de la familia de las leguminosas, orden Fabales.

## Distribución
Astragalus keminensis se distribuye por Kirguistán.

## Taxonomía
Fue descrita científicamente por Isakov. Fue publicada en Fl. Kirgiz. SSR 10: 376 (1962).